# اسکار روبیو
اسکار روبیو (انگلیسی: Óscar Rubio؛ زادهٔ ۱۴ مهٔ ۱۹۸۴) بازیکن فوتبال اهل اسپانیا است.
از باشگاه‌هایی که در آن بازی کرده‌است می‌توان به باشگاه فوتبال دپورتیوو آلاوس، باشگاه فوتبال دینامو بخارست، باشگاه خیمناستیک تاراگونا، باشگاه فوتبال الچه، و باشگاه فوتبال کادیس اشاره کرد.